# Raymond James Stadium
Il Raymond James Stadium è uno stadio di Tampa, (Florida). Attualmente ospita le partite casalinghe dei Tampa Bay Buccaneers della NFL.
È stato inaugurato il 20 settembre 1998 con una partita tra i Tampa Bay Buccaneers e i Chicago Bears.
È oggi amministrato dalla Tampa Sports Authority, i Tampa Bay Buccaneers, NFL e la squadra di football della University of South Florida. Il 5 aprile 2020 avrebbe dovuto ospitare WrestleMania 36, l'evento più importante dell'anno della WWE, ma a causa della pandemia di COVID-19 che ha colpito tutto il mondo è stato spostato nella sede del Performance Center di Orlando (Florida), dove si è svolta a porte chiuse e pre-registrato. Lo stadio 
è stato  sede di WrestleMania 37  tra il 10 e 11 aprile 2021.